# 비교적 흔히 있는 남학교 연애사정
《비교적 흔히 있는 남학교 연애사정》(일본어: わりとよくある男子校的恋愛事情)은 2001년에 후지야마 효우타가 제작한 야오이 만화이다. 특이하게도 두 권의 관람 등급이 다른데, 1권은 15세 이상이고 2권은 19세 이상이다.
2003년에 제목과 내용이 같은 드라마 CD가 제작되었다.

## 스토리
전교생의 {\displaystyle {\tfrac {9}{10}}}이 게이라는 소문이 있는 사립 킨세이 학원에 다니고 있는 나나세 코우이치는 입학 후 두 번째로 배구부 후배인 타이라 츠구하루(통칭: 헤지)에게 발렌타인 데이 선물을 받는다. 그로부터 한 달 뒤, 헤지는 자신을 끈질기게 따라다니는 여자를 떼어내기 위해 나나세에게 위장 연애를 제안하고, 나나세는 처음에는 이 제안을 거절하려 하지만 이내 곧 승락하게 된다.

## 주요 등장 인물
참고: CV(Character Voice)는 드라마 CD판에서의 성우를 의미한다.
- 나나세 코우이치 (CV: 치바 스즈무)
- 헤지 (CV: 스기타 토모카즈)
- 사이죠 히데키 (CV: 우에다 유우지)
- 나나세 요우이치 (CV: 노지마 히로후미)
- 미즈사와 야마토 (CV: 스즈무라 켄이치)
- 후루야 타카스케 (CV: 스와베 준이치)
- 오오코우치 토시야 (CV: 타카하시 히로키)
- 아사노 카즈히로 (CV: 코스기 쥬로우타)

## 공수 구도
비교적 흔히 있는 남학교 연애사정의 공수 구도는 드메 커플과 비슷한 소위 ‘연하공’으로 되며, 아래와 같다.
- 헤지 {\displaystyle \times } 나나세

드라마 CD에서도 마찬가지로 아래와 같이 된다.
- 스기타 토모카즈 {\displaystyle \times } 치바 스즈무